# Чемпионат мира по фехтованию 1951
Чемпионат мира по фехтованию 1951 года проходил в Стокгольме (Швеция). Среди мужчин соревнования проходили в личном и командном зачёте по фехтованию на саблях, рапирах и шпагах, среди женщин — только первенство на рапирах в личном и командном зачёте.
Президент Международной федерации фехтования 53-летний француз Жак Кутро стал чемпионом мира в командном первенстве шпажистов.

## Общий медальный зачёт
| Место | Страна  | Золото | Серебро | Бронза | Всего |
| ----- | ------- | ------ | ------- | ------ | ----- |
| 1     | Венгрия | 3      | 2       | 1      | 6     |
| 2     | Франция | 3      | 0       | 1      | 4     |
| 3     | Италия  | 2      | 5       | 1      | 8     |
| 4     | Дания   | 0      | 1       | 1      | 2     |
| 5     | Швеция  | 0      | 0       | 2      | 2     |
| 6     | Бельгия | 0      | 0       | 1      | 1     |
| 6     | Египет  | 0      | 0       | 1      | 1     |
| Всего | Всего   | 8      | 8       | 8      | 24    |

## Медалисты

### Мужчины
| Дисциплина                  | Золото                                                                                             | Серебро | Бронза |
| --------------------------- | -------------------------------------------------------------------------------------------------- | --- | --- |
| Шпага Личное первенство     | Эдоардо Манджаротти                                                                                | Карло Павези | Свен Фальман |
| Шпага Командное первенство  | Франция · Аллен Бессеш · Рене Буньоль · Жак Кутро · Даниэль Дагалье · Арман Муйяль · Арман Симон   | Италия · Роберто Батталья · Дарио Манджаротти · Марио Манджаротти · Фьоренцо Марини · Карло Павези                           | Швеция · Пер Карлесон · Свен Фальман · Карл Форсселль · Ролф Юлин · Бенгт Юнгквист · Берндт-Отто Ребиндер           |
| Рапира Личное первенство    | Манлио Ди Роза                                                                                     | Эдоардо Манджаротти | Жеан Бюан |
| Рапира Командное первенство | Франция · Рене Буньоль · Жеан Бюан · Кристиан д’Ориола · Жак Латаст · Клод Неттер · Адриен Роммель | Италия · Джанкарло Бергамини · Алессандро Мирандоли · Манлио Ди Роза · Ренцо Ностини · Эдоардо Манджаротти · Джорджо Пеллини | Египет · Осман Абдель Хафиз · Ахмед Абу-Шади · Салах Дессуки · Хассан Хосни Тавфик · Махмуд Юнес · Мохамед Зулфикар |
| Сабля Личное первенство     | Аладар Геревич                                                                                     | Пал Ковач | Гастоне Даре |
| Сабля Командное первенство  | Венгрия · Аладар Геревич · Пал Ковач · Тибор Берцей · Эндре Палоц · Пауль Пести · Ласло Райчаньи   | Италия · Винченцо Пинтон · Гастоне Даре · Роберто Феррари · Мауро Ракка · Витторио Станьи · Ренцо Ностини                    | Бельгия · Жюстав Байистер · Жан Анри · Франсуа Эйвер · Фердинан Жассонь · Марсел ван дер Аувера · Эдуар Ив          |

### Женщины
| Дисциплина                  | Золото                                                                                              | Серебро                                                                                                  | Бронза                                                                                                 |
| --------------------------- | --------------------------------------------------------------------------------------------------- | --- | --- |
| Рапира Личное первенство    | Илона Элек                                                                                          | Карен Лахман                                                                                             | Магдолна Ньяри-Ковач                                                                                   |
| Рапира Командное первенство | Франция · Жаклин Бодо · Одетт Дран · Рене Гариль · Франсуаза Гуни · Лильян Гионно · Терез Санлавийе | Венгрия · Магдолна Ньяри-Ковач · Илона Элек · Маргит Элек · Каталин Хорват · Илона Сакович · Илона Варга | Дания · Элла Дам-Ларсен · Солвейг Йёргенсен · Эдит Кнудсен · Кате Махаут · Грете Ольсен · Улла Бардинг |